# Rio Balșa
O Rio Balşa é um rio da Romênia afluente do rio Almăşel, localizado no distrito de Hunedoara.